# Echinorhynchus leidyi
Echinorhynchus leidyi är en hakmaskart som beskrevs av Van Cleve 1924. Echinorhynchus leidyi ingår i släktet Echinorhynchus och familjen Echinorhynchidae. Inga underarter finns listade i Catalogue of Life.